# Robert Collins (remero)
Robert Collins (18 de abril de 1924) es un deportista británico que compitió en remo. Participó en los Juegos Olímpicos de Londres 1948.